# Högvilt
Högvilt (efter tyskans Hochwild, på svenska sedan 1898) är beteckning på visst vilt som i äldre tider endast fick jagas av regenten och senare även ridderskapet och adeln, via jaktregale. Före 1898 användes begreppet högdjur. Det handlade främst om hjortdjur, älg, ren, liksom svan.
Numera används benämningen högvilt i Sverige för de arter som enligt lag får fällas endast med klass 1-ammunition. Vissa av dessa arter är fridlysta där skyddsjakt kan förekomma medan andra hålls i vilthägn.
I överförd betydelse används ordet numera om kända personer som bland annat eftersöks av pressen.

## Lista över högviltet
- Dovhjort / dovvilt[1]
- Gråsäl
- Knubbsäl
- Kronhjort / kronvilt[1]
- Mufflonfår
- Myskoxe
- Sikahjort / sikavilt
- Vikare / vikarsäl
- Wapitihjort
- Varg
- Vildsvin
- Visent
- Vitsvanshjort / vitsvansvilt
- Älg[1]